# وای‌زد ذات‌الکرسی
وای‌زد ذات‌الکرسی یک ستاره است که در صورت فلکی ذات‌الکرسی قرار دارد.